# Alteration (Musik)
Unter der Alteration (lateinisch alteratio „Umstellung, Veränderung, Bewegung“) versteht man in der klassischen Harmonielehre das chromatische Verändern („Versetzen“) von Tönen innerhalb eines Akkordes. Akkordbestandteile werden verändert, somit der Klang und ggf. die Funktion des entsprechenden Akkords. Dies kann nach unten („tiefalteriert“ >) oder nach oben („hochalteriert“ <) geschehen. Alterationen werden vor allem verwendet, um mehr Farbe und Abwechslung in den harmonischen Verlauf zu bringen. Durch die Veränderung der Akkordfunktion und evtl. Mehrdeutigkeiten eignen sie sich auch für Modulationen, da die alterierten Töne oft als neue Leittöne einer anderen Tonart empfunden werden.
Alterierte Töne fallen im Notenbild durch entsprechende Versetzungszeichen (ggf. auch Auflösungszeichen) auf (dies sind aber keine eindeutigen Erkennungszeichen, da dies z. B. auch für Zwischendominanten gilt).

## Arten

### Tiefalterieren
Tiefalterieren bezeichnet die Verschiebung eines Tones innerhalb einer Harmonie um einen Halbtonschritt nach unten.

Im Symbol wird der veränderte Ton mit einem < bezeichnet, z. B. C<5 – Quinte (5) über dem C wurde tiefalteriert. C-E-G → C-E-Ges.
Das Zeichen sagt dabei aber nichts über die Art eines evtl. Versetzungszeichen aus, oder etwa, dass es sich um eine verminderte Quinte handeln würde; lediglich, dass der ursprüngliche (leitereigene) Ton vermindert wurde. In der Notation kann dies je nach Kontext (Tonart, Vorzeichnung) sowohl durch ein entsprechendes Versetzungszeichen (♭), als auch durch ein Auflösungszeichen (♮) angezeigt sein. So wird bspw. aus C ein Ces, aus Ges ein Geses – aber aus Cis (bzw. C♯) ein C.

### Hochalterieren
Hochalterieren bezeichnet die Verschiebung eines Tones um einen Halbtonschritt nach oben.

Das hierfür verwendete Zeichen ist das <, also z. B. C5< – C-E-G → C-E-Gis.
Auch hier lässt sich nicht unmittelbar ein Vorzeichen ableiten.

### Disalteration / Tonspaltung
Disalteration bezeichnet gleichzeitiges Hoch- und Tiefalterieren eines Tones. Das ist prinzipiell nur möglich, wenn betreffender Ton im Akkord doppelt vorhanden ist.
In der Bezeichnung werden beide Alterationen extra angegeben, z. B. C5>5< – ges-c-e-gis.

## Alterierung von Akkordbestandteilen
Außer leitereigenen Tönen können in Akkorden chromatische Veränderungen (= Alterationen) vorkommen. Stets handelt es sich um Dissonanzen, die sich leittönig, d. h. im Halbtonschritt, auflösen wollen.
Ein durch Kreuzvorzeichen erhöhter Ton tendiert nach oben, ein durch Be-Versetzungszeichen erniedrigter Ton tendiert nach unten. Bewegungsenergie und Farbe sind in alterierten Akkorden besonders stark. Die meisten alterierten Akkorde sind Dominanten. Im 19. Jahrhundert werden die Alterationen immer komplizierter und die Akkorde mehrdeutig.
Prinzipiell kann jeder Akkordbestandteil alteriert werden (inkl. charakteristischer Zusatztöne). Oftmals ist es eine Konventionsfrage bzw. stilabhängig, ob man von einer Alterierung spricht. Je nach Quelle lassen sich (selbst für die klass. Harmonielehre) durchaus verschiedene Sichtweisen finden. Folgendes bezieht sich auf die Harmonielehre von Jürgen Ulrich:
Nach klassischer Lehrmeinung können nur Durakkorde alteriert werden. Mollakkorde sind von sich aus klangreicher, aber harmonisch weniger eindeutig, so dass durch eine solche Veränderung deren harmonische Funktion verloren ginge.

### Grundton und Terz
Durch die Alteration soll der Akkord harmonisch eingefärbt werden; er wird verändert, bleibt aber als Akkord erhalten. Deswegen können Grundton und Terz nicht alteriert werden.
Durch Alteration des Grundtones ginge der gesamte Akkordaufbau verloren – da sich ein Akkord als Terzschichtung über seinem Grundton aufbaut, somit ein Akkord über einem anderen Ton also ein völlig anderer Akkord entsteht. Auch die Terz eignet sich nicht – hier verändert sich entweder das Tongeschlecht Dur↔Moll, oder die Töne erscheinen aufgrund der Hörgewohnheit als Vorhalt (z. B. C-Dur C-E-G: ↓ C-Es-G = c-Moll, ↑ C-F-G = Quartvorhalt auf C-Dur).

### Quinte
Die Quinte ist der am häufigsten alterierte Ton. Er kann hoch- und tiefalteriert werden. Ein Akkord mit hochalterierter Quinte wirkt immer dominantisch. Jeder Nicht-Dominant-Akkord wird somit zur Zwischendominante. Normalerweise erscheint sie in der Oberstimme.
Die tiefalterierte Quinte liegt normalerweise in der Unterstimme und kommt somit in Akkordtypen vor, bei denen die Quinte im Bass liegt und die dominantische oder doppeldominantische Funktion haben. (Beispiel: übermäßiger Terzquartakkord)

### Septime
Alterationen der Septime kommen relativ selten vor und dienen meist dazu, chromatische Verbindungen zu anderen Spannungsklängen herzustellen. Oft entstehen bei Alterationen der Sept Akkorde, die bei enharmonischer Verwechslung mit bekannten Akkorden identisch sind, aber andere funktionale Bedeutungen haben und andere Auflösungen erfordern.
- tiefalterierte Sept im verminderten Septakkord: ein der ersten Umkehrung eines Dominantseptakkords klanggleicher Akkord entsteht.
- hochalterierte Sept im verminderten Septakkord: klanggleich mit einem halbverminderten Septakkord.
- tiefalterierte Sept im großen Septakkord ergibt einen Dominantseptakkord.
- tiefalterierte Sept im Dominantseptakkord: klanggleich einem Dur-Dreiklang mit Sixte ajoutée.

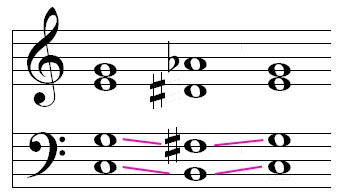
Beispiel für eine tiefalterierte Sept

Der alterierte Akkord im nebenstehenden Notenbeispiel entsteht formal aus einem Dominantseptakkord auf H durch Tiefalteration des a zum as und wird hier in dominantischer Funktion in eine C-Dur-Umgebung eingebettet. (Die ansonsten verpönten Quintparallelen sind hier unvermeidlich und tolerabel.) Die dominantische Funktion ist aber stark verschleiert, und um sie zu erklären, müsste man diesen Akkord herleiten vom Septakkord der VII. Stufe in C-Dur, der ja in der Funktionstheorie als „verkürzter“ Dominantnonenakkord mit fehlendem Grundton verstanden wird. In diesem Akkord bleibt aber nur das h von Alteration verschont, d und f werden hoch-, a wird tiefalteriert.

### Subdominantsext
Der Neapolitanische Sextakkord entsteht durch Tiefalteration der großen Sext des Sextakkords der Moll-Subdominante (Subdominante mit Sexte statt Quinte).

## Betrachtungsweisen
Die Verwendung der Durdominante in Moll gilt nicht als Alteration, obwohl letztlich die kleine Terz hochalteriert wurde, um einen Leitton zu erhalten. Dies lässt sich dadurch erklären, dass diese erhöhte 7. Stufe zum Tonvorrat von Moll gerechnet wird. Hier spricht man auch von einer uneigentlichen Alteration.
Zur Bildung von Zwischendominanten muss bei leitereigenen Mollakkorden der Durtonleiter jedoch ebenfalls die Terz hinauf alteriert werden. Der so erhaltene Ton ist leiterfremd und damit eine eigentliche Alteration. Zwischendominanten sind jedoch so geläufig, dass sie vermutlich aus diesem Grund nicht als Alteration betrachtet werden.
In den unterschiedlichen Stilistiken vor allem neuerer Musik ist die Alteration einzelner Akkordtöne bzw. Skalenbestandteile durchaus gebräuchlich – und auch die Bezeichnung als solche (sogar namensgebend, z. B. Alterierte Skala). So ist etwa im Jazz die hochalterierte Septime („Major7“) bei Moll-Akkorden sowie beim Blues die tiefalterierte Terz vertreten.